# René Riffaud
René Félix Louis Joseph Riffaud (* 19. Dezember 1898 in Souk el Arba, Tunesien; † 16. Januar 2007 in Tosny, Frankreich) war einer der letzten französischen Veteranen des Ersten Weltkriegs, umgangssprachlich Poilus genannt.

## Herkunft
Seine Familie stammte aus dem Jura. Sein Vater, Lehrer in Frankreich, wanderte in die französischen Kolonien in Nordafrika aus, um Straßenbauingenieur zu werden.

## Militärische Laufbahn
Riffaud wurde im April 1917 als einfacher Soldat für die französischen Kolonialtruppen eingezogen. Nachdem er in verschiedenen Regimentern diente, fand er sich 1918, am Ende des Ersten Weltkriegs in den Ardennen wieder. 1919 wurde er wegen Lungentuberkulose zwischenzeitlich aus der Armee entlassen, im selben Jahr aber erneut eingezogen, um in der Kolonial-Artillerie zu dienen. 1924 wurde er als Kriegsinvalide aufgrund einer chronischen Brustfellentzündung endgültig entlassen.

## Leben nach dem Militär
Nach seiner Zeit als Soldat ließ sich René Riffaud in Colombes nieder, wo er auch den Großteil seines Lebens verbrachte. 1933 gründete er dort eine Firma zur Konstruktion von Elektromotoren. Die letzten Jahre seines Lebens verbrachte er in Tosny im Département Eure in einem Pflegeheim.
Am 11. November 2006 nahm Riffaud im Alter von 107 Jahren als einer der letzten lebenden Veteranen des Ersten Weltkriegs in Begleitung seiner Urenkelin Charlène und in Anwesenheit von Jacques Chirac an den Gedenkfeierlichkeiten zur Erinnerung an den Waffenstillstand von 1918 am Arc de Triomphe in Paris teil.

## Auszeichnungen
- Chevalier de la Légion d’honneur
- Croix de guerre 1914–1918
- Croix du combattant
- Médaille commémorative de la guerre 1914–1918
- Médaille Interalliée 1914–1918
- Médaille de la Reconnaissance de la Nation